# Lago de Cleuson
O Lago Cleuson é um lago de barragem localizado no município de Nendaz, Valais, Suíça. Apresenta uma superfície é 0,51 km².
A água deste reservatório é geralmente bombeada para a Grande Barragem Dixence, que dá forma ao Lago Dix, para produzier de eletricidade.